# Viking Cruises
Viking Cruises är ett rederi för passagerarfartyg på floder och havskryssningar med bas i Basel i Schweiz. Det driver verksamhet i de två divisionerna Viking River Cruises och Viking Ocean Cruises. 

## Historik
Företaget grundades 1997 som Viking River Cruises av Torstein Hagen i Sankt Petersburg i Ryssland, med fyra flodbåtar. 
År 2000 köpte Viking Cruises Köln-Düsseldorfer Deutsche Rheinschiffahrt AG med trafik på Donau, Elbe, Rhen, Main och Mosel, vilket utökade flottan med 26 fartyg.
I maj 2013 namnändrades företaget till Viking Cruises i samband med en utökning av verksamheten med havskryssningar.

## Flodkryssningar
Viking River Cruises arrangerar kryssningar på floder i Europa, Ryssland, Kina, Sydostasien och Egypten. År 2017 hade det en flotta på 62 fartyg.

## Havskryssningar
Havskryssingar började arrangeras 2015 med M/S Viking Star som första fartyg och seglatser i Östersjön, Medelhavet och utanför Norge och de brittiska öarna. Flottan har senare utökats med systerfartygen M/S Viking Sea 2016, M/S Viking Sky och M/S Viking Sun 2017 samt M/S Viking Orion 2018.
Trots en ansenlig storlek med 47.800 bruttoton, 227 meters längd och 6,3 meters djup, är M/S Viking Star och dess systerfartyg avsevärt mindre än många andra moderna kryssningsfartyg och kan därför gå in i flera, mindre hamnar. 

## Haveri utanför Norge 2019
Huvudartikel: M/S Viking Sky#Motorhaveri i storm vid norska kusten i mars 2019
Den 23 mars 2019 fick Viking Sky motorhaveri i Hustadvika på västkusten i Norge. 479 av de 1 373 passagerarna evakuerades med helikoptrar. till kaj i Molde av M/S Ocean Response den 24 mars.

## Bildgalleri

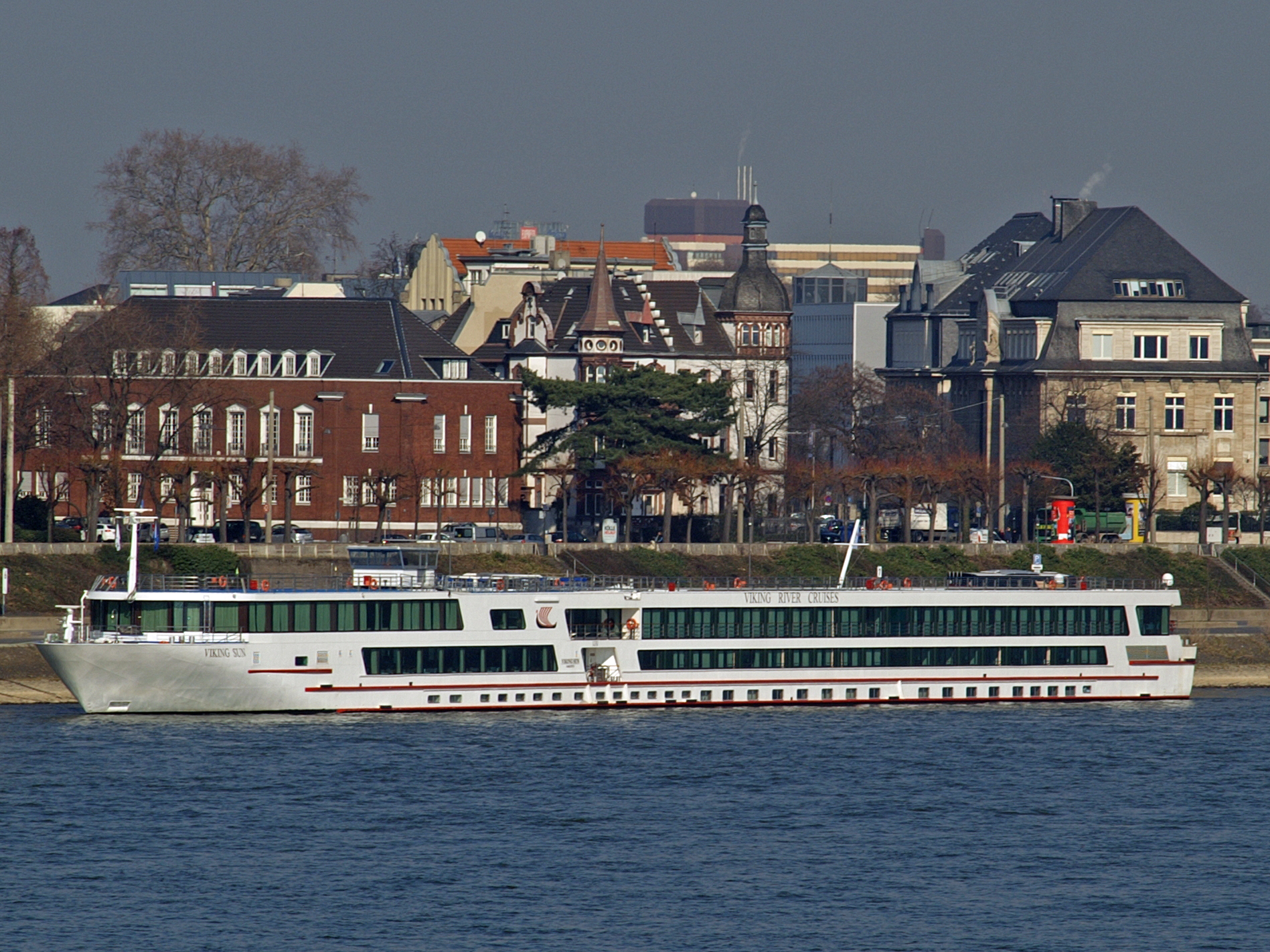
Viking Sun på Rhen vid Konrad-Adenauer-Ufer i Köln
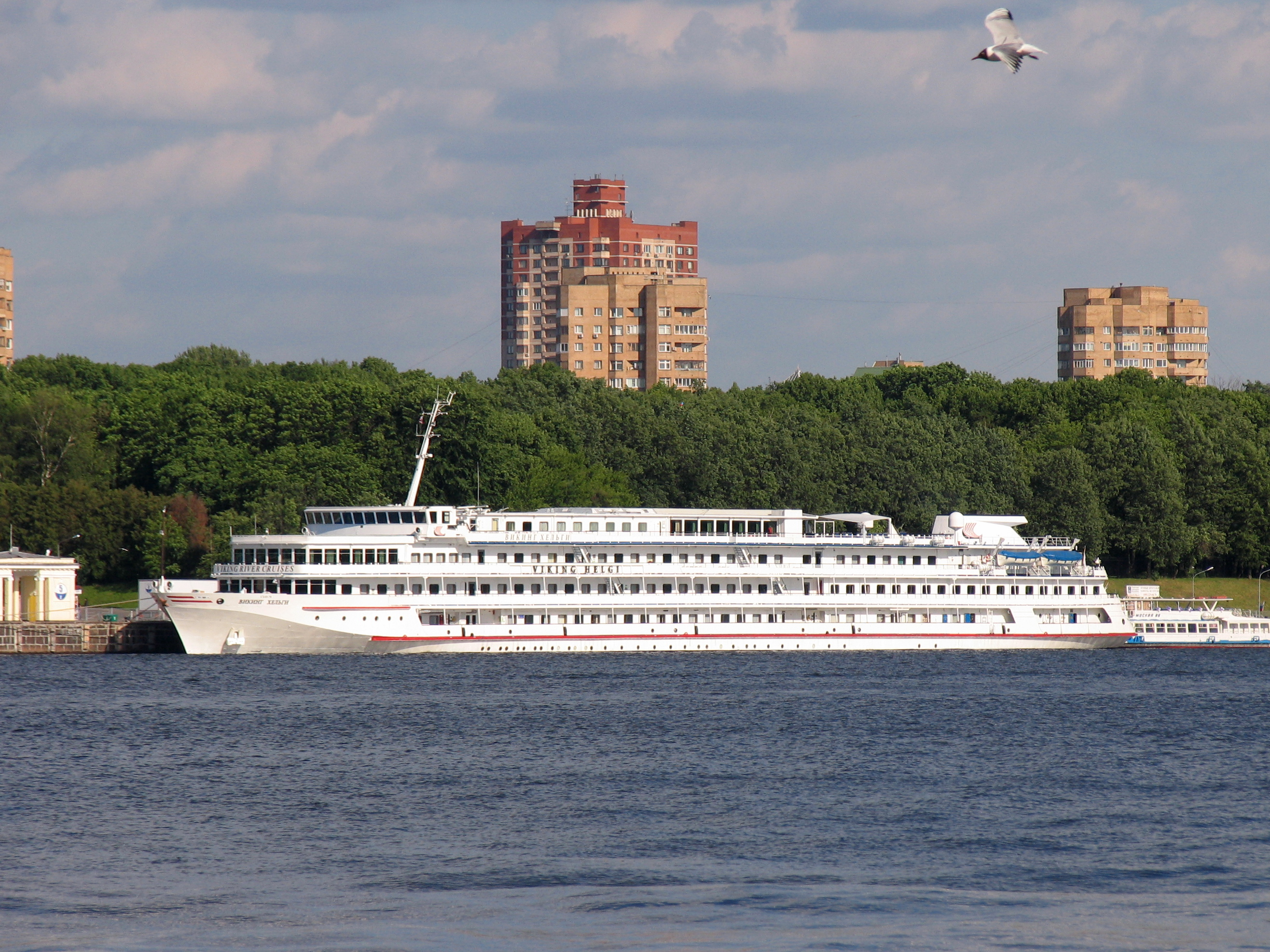
Viking Helgi på Volga i Moskvas norra flodhamn
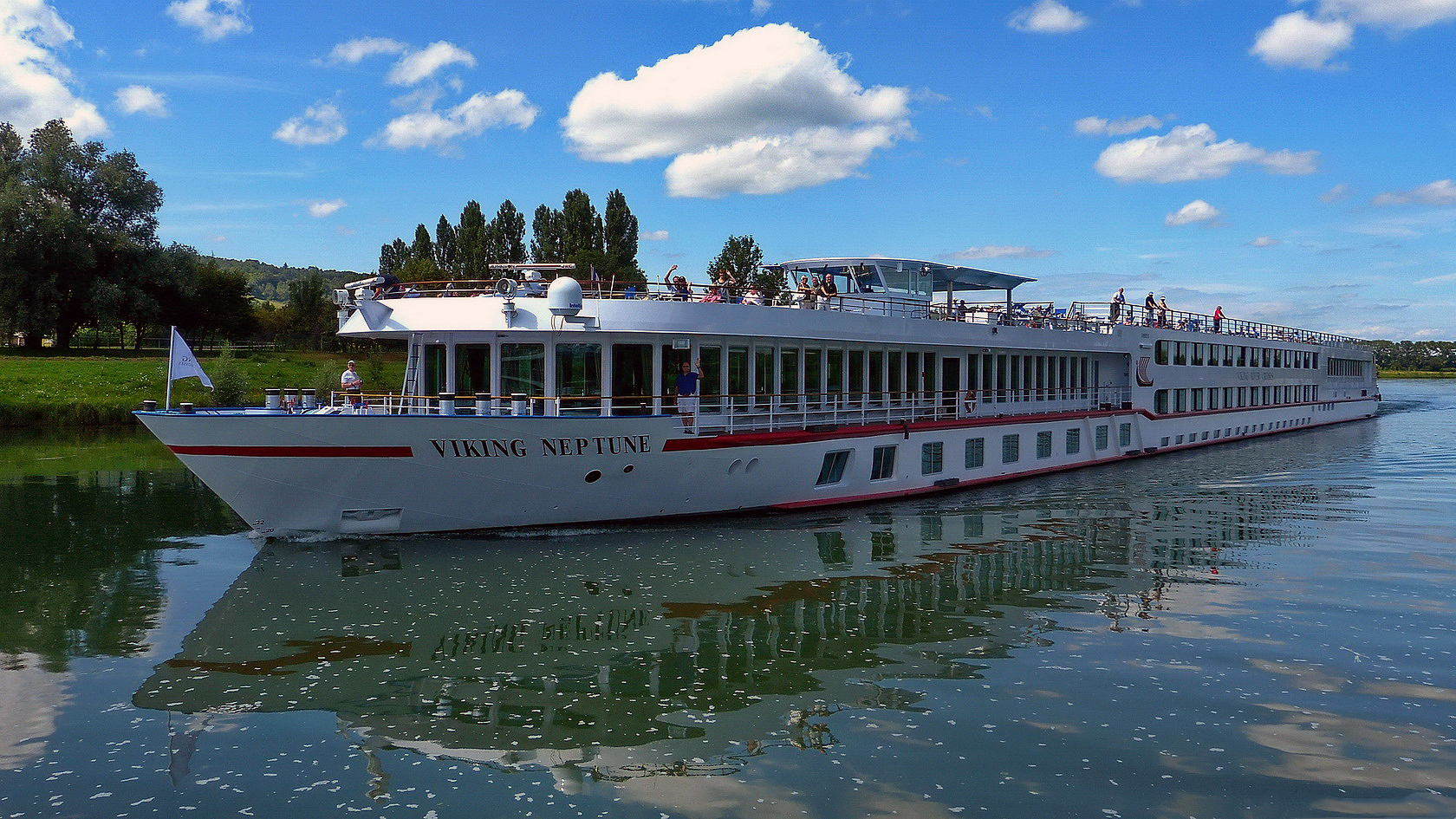
Viking Neptune på Seine